# 알렉산드라스 스툴긴스키스
알렉산드라스 스툴긴스키스(리투아니아어: Aleksandras Stulginskis, 리투아니아어 발음: [ɐlʲɛkˈsɐ̂ˑndrɐs stʊlʲˈɡʲɪ̂nʲsʲkʲɪs] ( 듣기), 1885년 2월 26일~1969년 9월 22일)는 리투아니아의 제2대 대통령으로, 퇴임 후 얼마동안 권한 대행을 맡기도 했다. 그러나 1926년 10월 19일에 일어난 쿠데타로 실각했다.

## 일생
그는 카우나스에서 신학을 공부하였고, 후에 인스부르크에 가서 신학 공부를 계속했다. 또한 그는 할레-비텐베르크 대학교에서 농업에 관한 연구를 하였다. 후에 리투아니아로 이주하여 중앙위원회의 의장으로 선출되었다.
1918년 2월 16일 그는 리투아니아 독립선언서에 서명하였다. 하지만 공화파 세력이었던 그는 왕정복고를 하려는 시도가 일어나자 강력하게 반대하였다. 1920년 6월 19일 그는 리투아니아의 대통령이 되었고, 1922년 재선되었다. 1926년 6월 7일 그는 카지스 그리뉴스에게 그 권한을 넘겼다. 그런데 그 해 12월 17일 그리뉴스가 갑작스레 사임하자, 스툴긴스키스는 권한 대행직에 들어갔다.

## 실각
카지스 그리뉴스가 1926년 12월 17일에 사임하였다. 정작 대통령이 정해지지 않았는데 갑작스레 사임했으니, 일단은 스툴긴스키스가 권한 대행에 들어갔다. 하지만 이틀 뒤 안타나스 스메토나가 저지른 쿠데타로 축출되었다.

## 죽음
1927년 정계에서 사임하였고, 그는 농부로서 일하였다. 그러던 1941년 가족과 함께 소련군의 포로가 되었고, 크라스노야르스크로 추방되었다. 아내는 추방되었고, 스툴긴스키스는 25년간 옥살이를 했다.
1969년 사망하였다.

## 상장 수여
2011년 스툴긴스키스에게 상장이 수여되었다

## 참고 문헌
- Stulginskis, Aleksandras. Encyclopedia Lituanica V: 314-316. (1970–1978). Ed. Simas Sužiedėlis. Boston, Massachusetts: Juozas Kapočius. LCC 74-114275.
- President of Lithuania: Prisoner of the Gulag a Biography of Aleksandras Stulginskis by Afonsas Eidintas Genocide and Research Center of Lithuania ISBN 9986-757-41-X.